# گائو
۱۵°۲۰′۵۶″شمالی ۰°۴۵′۳۶″شرقی / ۱۵٫۳۴۹°شمالی ۰٫۷۶۰°شرقی
گائو مرکز استان گائو در کشور مالی است.
این شهر بر کرانهٔ رودخانهٔ نیجر واقع شده و جمعیت آن در سال ۲۰۰۵ برابر با ۵۷٬۹۷۸ نفر بود.